# U-578
U-578 je bila nemška vojaška podmornica Kriegsmarine, ki je bila dejavna med drugo svetovno vojno.

## Zgodovina
U-578 je bila po splovitvi in med šolanjem posadke del 5. in 7. podmorniške flotilje. Po končanem šolanju posadke je ostala v 7. podmorniški flotilji kot frontna podmornica.
Med svojim službovanjem je opravila 5 bojnih plovb na katerih je potopila 5 ladij.
S podmornico je bil 6. avgusta 1942 zadnjič vzpostavljen kontakt v Biskajskem zalivu, nakar je izginila s celotno posadko 49 ljudi.

## Poveljniki
| Poveljniki |                 |                        |                                 |
| Št.        | Čin             | Ime                    | Poveljstvo                      |
| 1.         | Kapitan fregate | Ernst-August Rehwinkel | 10. julij 1941 - 6. avgust 1942 |

## Tehnični podatki
| Kategorije                                    | Podatki                       |
| --------------------------------------------- | ----------------------------- |
| Teža (t): na površju pod površjem polna Teža  | 769 871 1.070                 |
| Dolžina (m) - tlačni trup (m)                 | 67,10 - 50,50                 |
| Širina (m) - tlačni trup (m)                  | 6,20 - 4,70                   |
| Izpodriv (m)                                  | 4,74                          |
| Višina (m)                                    | 9,6                           |
| Moč (hp): na površju pod podvršjem            | 3.200 750                     |
| Hitrost (vozlov): na površju pod podvršjem    | 17,7 7,6                      |
| Doseg (milja/vozel): na površju pod podvršjem | 8.500/10 80/4                 |
| Torpeda/Torpedne cevi                         | 14/5 (4 na premcu, 1 na krmi) |
| Krovni top (mm)                               | 88                            |
| Mine                                          | 26 TMA                        |
| Posadka                                       | 44-52                         |
| Maksimalni potop (m)                          | 220                           |

## Potopljene ladje
| Datum            | Ime                                | Država     | Tonaža    | Usoda                |
| ---------------- | ---------------------------------- | ---------- | --------- | -------------------- |
| 27. februar 1942 | R.P. Resor (tanker)                | ZDA        | 7.451 BRT | potopljena (torpedo) |
| 28. februar 1942 | USS Jacob Jones (DD 130) (rušilec) | ZDA        | 1.090 BRT | potopljena (torpedo) |
| 12. marec 1942   | Ingerto (trgovska ladja)           | Norveška   | 3.089 BRT | potopljena (torpedo) |
| 27. maj 1942     | Polyphemus (trgovska ladja)        | Nizozemska | 6.269 BRT | potopljena (torpedo) |
| 2. junij 1942    | Berganger (trgovska ladja)         | Norveška   | 6.826 BRT | potopljena (torpedo) |